# Rue des Deux-Ponts (Nantes)
Pour les articles homonymes, voir Rue des Deux-Ponts.
La rue des Deux-Ponts est une voie de Nantes, en France.

## Situation et accès
Située dans le centre-ville de Nantes, la rue des Deux-Ponts, qui relie la rue Pierre-Chéreau à la rue du Pont-Sauvetout, est une artère pavée et piétonne qui franchit la rue de l'Arche-Sèche grâce au pont de l'Arche-Sèche (formé de deux passerelles pour piétons). L'extrémité ouest de la voie débouche sur une placette pavée à la jonction des rues Pierre-Chéreau, Guépin et Paré.

## Historique
Le percement de l'artère est décidé en 1811, quelques décennies après la démolition des remparts de la Porte Sauvetout, située à l'extrémité est de la rue.
En 1923, Mathurin Crucy construit une halle aux Toiles dans la partie orientale de l'artère, au-delà du pont de l'Arche-sèche, sur son côté sud. Le bâtiment est démoli à la fin des années 1890 pour laisser la place à un nouvel édifice, conçu par l'architecte Alfred Marchand en 1902, qui reprend la fonction de marché couvert, le marché de Feltre.
Lors de la Seconde Guerre mondiale, le quartier est sévèrement touché par les bombardements des 16 et 23 septembre 1943. Intact, le marché de Feltre sert à accueillir les commerçants dont la boutique a été détruite. Lors de la reconstruction, seuls les immeubles qui étaient vis-à-vis du marché de Feltre, au nord-est de la rue des Deux-Ponts ne sont pas reconstruits, constituant une sorte de parvis devant l'entrée nord du bâtiment, tandis que la moitié ouest de la voie est bordée de nouveaux immeubles d'habitation dotés de commerces au rez-de-chaussée.
Elle porta, par le passé, les noms de « rue du Pont-du-l'Arche-Sèche », « rue des Antipodes », « rue de l'Érail », pour adopter sa dénomination actuelle à la suite d'une délibération du conseil municipal du 26 juin 1961.